# 新世紀勇者大戦
『新世紀勇者大戦』（しんせいきゆうしゃたいせん）は、2005年2月17日に発売された、PlayStation 2用シミュレーションRPG。発売はアトラス、販売はタカラ（現・タカラトミー）。

## 概要
『新世代ロボット戦記ブレイブサーガ』（1998年、タカラ）と同じく、タカラがメインスポンサーであったテレビアニメ「勇者シリーズ」を中心に、サンライズ制作のロボットアニメ作品のキャラクターたちによるクロスオーバー作品として制作された。開発を「スーパーロボット大戦シリーズ」と同様にウィンキーソフトが手掛けている都合上、コンセプトやシステムに同シリーズとの近似や共通点も少なからず存在する。
勇者シリーズの各作品を同一次元軸でおきた出来事として設定していた『ブレイブサーガ』に対し、本作品では競演する各作品を、それぞれパラレルワールドであるという前提で設定している。また登場作品については、『ブレイブサーガ』におけるオリジナル作品『勇者聖戦バーンガーン』とは異なり、本作品は勇者シリーズに含まれないオリジナルロボット作品『量子跳躍レイゼルバー』が新たに設定されている。他方で登場作品の総数は『ブレイブサーガ』より少なく、以下のようにシリーズ全作を網羅している訳ではない。
初出は2001年春の東京ゲームショーで、当初はコナミコンピュータエンタテインメントジャパン（現・小島プロダクション）とタカラのコラボレーション作品として発表が行われた。ところが同年6月発売の雑誌『電撃PlayStation D』44の付録CD-ROMにて、タカラがライセンサーの許可無くムービーを発表したのを契機に、しばらくの間本作品に関する続報が途絶えた。その後2004年1月31日にアトラスとタカラの家庭用ゲーム事業が一本化されたことを受け、改めて2005年にアトラスより本作品が発売される運びとなった。

## 登場作品
- 勇者シリーズ
  - 勇者特急マイトガイン
  - 勇者警察ジェイデッカー
  - 勇者指令ダグオン
  - 勇者王ガオガイガー
- エルドランシリーズ
  - 絶対無敵ライジンオー
- オリジナル作品
  - 量子跳躍レイゼルバー

## 主題歌
「Burning!! Brave Heart! ～勇者の魂～」
- 作詞：松本健一郎、下山剛史 / 作曲：藤原達也 / 歌：遠藤正明・MIQ

この他、OPムービーでは参戦する各作品の主題歌をアレンジしたメドレーBGMも使用されている。

## 攻略本
- 新世紀勇者大戦 公式コンプリートガイド -戦術指令書- ISBN 9784797331103
- 新世紀勇者大戦 完全攻略ガイドブック ISBN 9784775303818
- 新世紀勇者大戦 公式攻略ガイド&設定資料集 ISBN 9784757181687